# 21a Brigada Mixta (Exèrcit Popular de la República)
La 21a Brigada Mixta va ser una unitat de l'Exèrcit Popular de la República creada durant la Guerra Civil Espanyola.

## Historial
La brigada es va constituir a Conca a la fi de 1936. El comandament de la nova unitat se li va lliurar al comandant d'infanteria Francisco Gómez Palacios i com a comissari polític va ser seleccionat Emilio Rodríguez Sabio, del PSOE.
El 3 de gener de 1937, es va traslladar a Madrid per a incorporar-se a la 5a Divisió, i tres dies després ja es trobava en el front, defensant el sector de El Pardo-Casa de Campo. Durant la Batalla del Jarama va estar situada en reserva a Fuencarral, d'on no es va moure. El 23 de març va haver-hi canvis en l'estructura de la unitat: el major de milícies Juan de Pablo Jansen va assumir el comandament, i la brigada va absorbir a l'anomenada Brigada Mixta «H». Entre el 10 i el 14 d'abril la 21a BM, integrada en una agrupació que manava el tinent coronel José María Galán Rodríguez, va prendre part en un fallida ofensiva que pretenia conquistar el Cerro Garabitas, al front de Madrid.
Al maig es va preparar per a intervenir en l'ofensiva de Segòvia, un atac de distracció que pretenia prendre la capital segoviana i reduir la pressió franquista sobre Bilbao. El comandant d'artilleria Francisco Gil Díaz-Pallarés va assumir el comandament per a executar l'operació, mentre que la brigada es va integrar en la 34a Divisió i fou reforçada amb una companyia de carros de combat. Encara que situada inicialment com a reserva, poc després del començament de l'operació va ser enviada a primera línia de combat. L'1 de juny la brigada va atacar les posicions enemigues entre Cabeza Grande i Matabueyes, aconseguint infiltrar-se en la rereguarda enemiga. Va aconseguir ocupar les posicions de Matabueyes, La Casona i La Casa de Santillana, encara que va fracassar en l'assalt de Cap Gran. La brigada també stuvo prop de conquistar la població de La Granja de San Ildefonso i el pròxim Palau Reial, la qual cosa hauria deixat el camí expédito cap a Segòvia. No obstant això, la intervenció dels regulars marroquins va frustrar l'operació. Per al 4 de juny la brigada s'havia retirat a Navacerrada, i l'endemà ja es trobava a Madrid.
Va intervenir posteriorment en la Batalla de Brunete, i també en l'Ofensiva de Saragossa, rellevant a la desgastada 32a Brigada Mixta de Nilamón Toral en el sector de Quinto i Mediana. L'11 d'octubre va participar en un fallit atac sobre Fuentes de Ebro que va acabar en un estrepitós fracàs, després de la qual cosa la brigada va ser dissolta.
Recreació
El 22 d'agost de 1938 la 21a BM va ser reorganitzada novament en Pou de Guadalajara, fent-se càrrec del comandament el comandant d'infanteria Luis de Sandoval Jiménez. Poc després va ser enviada al capdavant, en el sector de Beleña de Sorbe. El 12 de desembre va marxar cap al front de Còrdova, arribant a Belalcázar per a incorporar-se a la 73a Divisió del XVII Cos d'Exèrcit. Posteriorment va participar en la Batalla de Peñarroya, el 17 de gener de 1939 col·laborant amb altres unitats en l'atac a les Serres de Mesegara i Torozos. Després d'això, es perd el seu rastre.

## Comandaments
Comandants en Cap
- Comandant d'Infanteria Francisco Gómez Palacios;
- Major de milícies Abelardo Belenguer Alcober;
- Major de milícies Juan de Pablo Janssen;
- Comandant d'Artilleria Francisco Gil Díaz-Pallarés;
- Comandant d'Infanteria Luis de Sandoval Jiménez;
- Comandant d'Infanteria Francisco Eugenio Carmona;

Comissaris
- Emilio Rodríguez Sabio,[8] del PSOE;